# Typhonia ptochodora
Typhonia ptochodora is een vlinder uit de familie zakjesdragers (Psychidae). De wetenschappelijke naam van deze soort is, als Melasina ptochodora, voor het eerst geldig gepubliceerd in 1917 door Edward Meyrick. De combinatie in Typhonia werd in 2011 door Sobczyk gemaakt.

## Type
- syntypes: 3 exemplaren
- instituut: BMNH, Londen, Engeland
- typelocatie: "Senegal, Kaolack"